# Dactylicapnos schneideri
Dactylicapnos schneideri là một loài thực vật có hoa trong họ Anh túc. Loài này được (Fedde) Lidén mô tả khoa học đầu tiên năm 2008.